# Entosthodon borbonicus
Entosthodon borbonicus är en bladmossart som beskrevs av Bescherelle 1880. Entosthodon borbonicus ingår i släktet koppmossor, och familjen Funariaceae. Inga underarter finns listade i Catalogue of Life.